# Proclamación

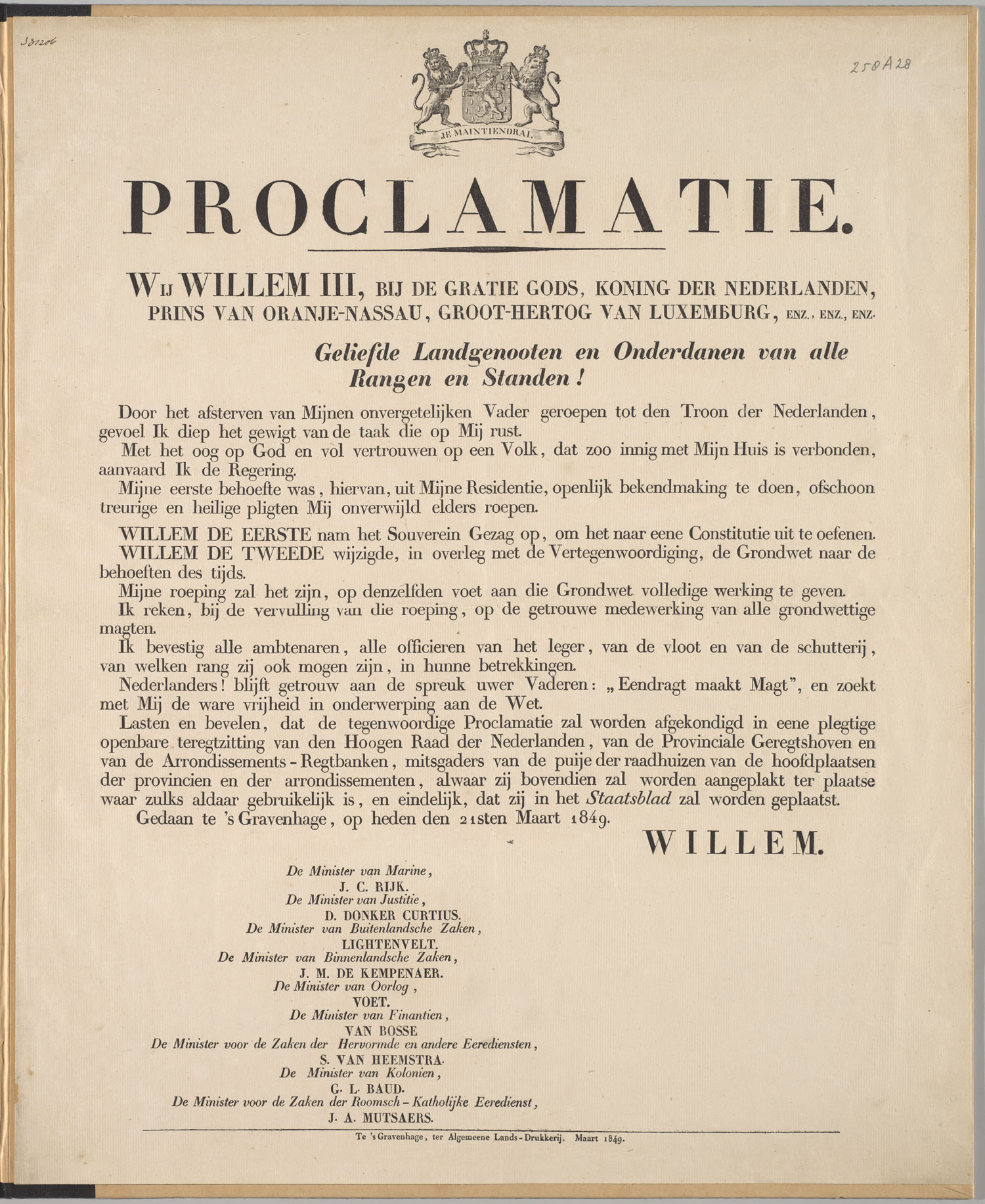
Cartel que publica la proclamación del rey Guillermo III de los Países Bajos con motivo de su acceso al trono, 1849.

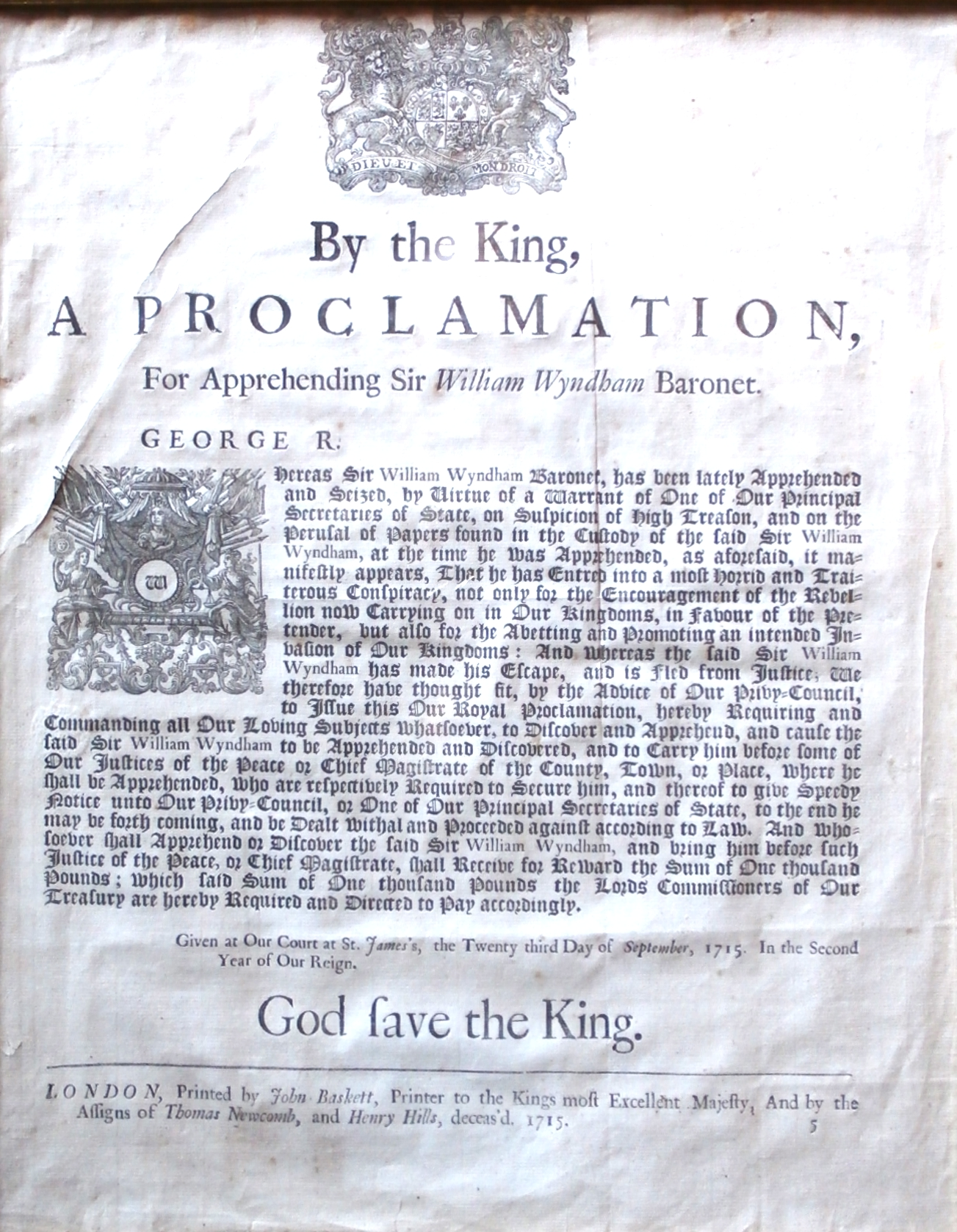
Panfleto que publica la Royal Proclamation del rey Jorge I de Inglaterra de 23 de septiembre de 1715, para la detención (discovery and apprehension) de Sir William Wyndham, 3rd Baronet, el líder jacobita.

La proclamación es un anuncio solemne y público emitido por una autoridad.

## Etimología
Etimológicamente deriva del sustantivo latino proclamatio, -ōnis., del verbo proclamare, que a su vez está compuesto por el prefijo pro- y el verbo clamare ("llamar", "pedir"), derivados de las raíces preindoeuropeas *per- ("hacia") y *kele- ("gritar").

## Ocasiones
Se emplea en ocasiones solemnes que deben llegar a conocimiento de todos, como la ceremonia de proclamación del Jefe del Estado (designación oficial del Jefe del Estado, sea rey -coronación- o presidente de la República -traspaso de poderes-), o la proclamación de los resultados electorales; los actos públicos con los que se pone en vigor una constitución, una ley, un decreto o una orden. En terminología jurídica, la publicación formal de una ley o una disposición de la autoridad se denomina "promulgación"; aunque también se denomina así a toda publicación solemne (es decir, una proclamación). Habitualmente se reserva la expresión "proclamación" para las decisiones más trascendentales, como un cambio de régimen (Proclamación de la Segunda República Española, 1931) o de aspectos esenciales, como la independencia de un nuevo Estado o la Proclamación de Emancipación de los esclavos (Estados Unidos, 1863).

## Derecho internacional
En Derecho internacional "proclamación" es el documento con el que el órgano competente de un Estado da públicamente las razones de una decisión que ha tomado su gobierno.
Tanto las guerras como las paces pueden anunciarse solemnemente con algún tipo de declaración (declaración de guerra, armisticio, tratado de paz). También se suelen solemnizar con proclamaciones los tratados internacionales.

## Derecho inglés
En el Derecho inglés (English law) una proclamación regia (royal proclamation) es un anuncio formal, bajo el Gran Sello Real, de alguna materia sobra la que el "Rey en Consejo" (King in Council) desea que sus súbditos tengan noticia, como puede ser una declaración de guerra o el estado de emergencia.
El Case of Proclamation de 1610 fue una decisión judicial que definió los límites de la prerrogativa regia, estableciendo principalmente que el rey sólo podía legislar mediante el parlamento.
- Proclamación real de 1763 (para la organización de los territorios recientemente conquistados en América del Norte).
- A Proclamation for Suppressing Rebellion and Sedition, 1775 (en el contexto de la Revolución de las Trece Colonias).
- Proclamation For the Encouragement of Piety and Virtue and for the Preventing and Punishing of Vice, Profaneness and Immorality, 1787 (sobre censura de publicaciones pornográficas, tuvo poco efecto -no permitía la destrucción del material- y fue sustituida en 1857 con la Obscene Publications Act).

La coronación del monarca británico se acompaña de una "proclamación de acceso" (Proclamation of Accession) que, a diferencia de las demás proclamaciones, no puede hacerse por el rey mismo (el anterior ha muerto y el próximo aún no es rey), sino por los lores espirituales y temporales, los miembros del Consejo privado del rey fallecido y otras autoridades.

## Derecho estadounidense
En Derecho de Estados Unidos, una proclamación presidencial (presidential proclamation) es una forma de directiva presidencial o acción ejecutiva (presidential directive, executive action).

## Proclamaciones religiosas
La proclamación del cristianismo como religión oficial del Imperio romano se realizó mediante un conjunto de sucesivas decisiones imperiales a lo largo del siglo IV, desde el Edicto de Milán hasta el Edicto de Tesalónica. Los concilios solían resultar en proclamaciones solemnes de verdades de fe, como el credo y otras profesiones de fe o confesiones de fe. Tanto el Cisma de Oriente como el Cisma de Occidente supusieron excomuniones mutuas que se publicaban solemenmente. Las confessio de la Reforma protestante fueron proclamaciones religiosas con efectos políticos (Confessio Augustana, Confessio Tetrapolitana, Treinta y nueve artículos, etc.)
Declarar solemnemente a alguien santo se denomina canonizar. Significativamente, la tercera acepción que de esta palabra recoge el DRAE ("aprobar y aplaudir algo") es muy similar a la "alabanza pública y común" que recoge como tercera acepción de "proclamación".
"Proclamación del Nacimiento de Cristo" ("Proclamación de las Calendas" o "Proclamación de Navidad") es una pieza que se canta antes de la misa de Navidad según el rito romano, originada en el martirologio romano. Se suprimió en el Concilio Vaticano y fue restaurada por Juan Pablo II.